# بريق عينيك (فلم)
بريق عينيك هو فيلم رومانسي مصري من إخراج محمد عبد العزيز وبطولة نور الشريف، حسين فهمي، مديحة كامل، ليلى حمادة ورجاء الجداوي، صدر الفيلم في 10 مايو 1982.

## نبذة
سلوى مضيفة طيران، تتعرف على الطيار وليد وتتزوج منه دون أن يصارحها بحقيقة زواجه من ابنة عمه راجية وأن لديه طفلًا منها، تطلب سلوى الطلاق منه لكنه يرفض، ويسافر بعدها في إحدى رحلاته وتسقط الطائرة ولا يتم العثور عليه، تتعرف بعدها سلوى على حازم وتتزوج منه بعد اختفاء زوجها، تتفاجأ سلوى بعودة زوجها السابق.

## طاقم العمل
- نور الشريف بدور وليد
- حسين فهمي بدور حازم
- مديحة كامل بدور سلوى
- ليلى حمادة بدور مها
- رجاء الجداوي بدور راجية

## وصلات خارجية
- مقالات تستعمل روابط فنية بلا صلة مع ويكي بيانات